# Ley Terentilia Arsa
La Ley Taerenilia Arsa (Lex Taerentilia Arsa en latín) fue una ley romana publicada en el 486 a. C. que prohibía el intercambio de tierras entre los plebeyos, por lo que estos no podían unirlas para formar latifundios. Esta desencadenó una revuelta liderada por Cloelia, una plebeya aquea, por la cual amenazaron con retirarse al Monte Sacro. El Senado, y posteriormente Cincinato como cónsul, retiró esta ley y la revuelta acabó finalmente.
- Datos: Q9022047